# 크리스티앙 에스트로지
크리스티앙 에스트로지(프랑스어: Christian Estrosi, 1955년 7월 1일 ~ )는 프랑스의 전 사이클링 선수이자 현 정치인이다. 그는 시라크와 사르코지 정부 때 국토부, 산업부 장관직을 지냈으며 2008년 이후부터는 니스 시 시장으로 재직중이다.
에스트로지 시장은 2015년 12월 프랑스 지방선거에서 54.8%의 표를 얻어 마린 르펜 국민전선 대표의 조카딸인 마리오 마레샬 르펜을 제쳤다.